# コドモメンタルINC.
株式会社コドモメンタル（コドモメンタルINC.）はレーベルマネジメントを行う音楽プロダクション。代表取締役は今村 伸秀。

## 所属アーティスト

### ユニット
- 悪戯

### イラストレーター
- フクモトエミ

### 作家
- GESSHI類
- 水谷和樹
- ハシバタカナリ

### ソロ
- オキタユウキ
- 胡桃そら

### シンガーソングライター
- 少年がミルク

### Vsinger
- 木魅 恵茉(こだまえま)

### アイドル
- ぜんぶ君のせいだ。
- TOKYOてふてふ
- louplull(ルーラル)

- 弐ノ名(ふたつな)

- Not Secured,Loose Ends

- うそ吐生ナイショ

- 丑03(ウシミツ)

- 幽世脅嚇

### バンド
- été
- popoq
- MOP of HEAD
- BATROICA METAL SUMMER JACKET
- Made in Me.
- ヴァジリアントマト
- MAOAⅡA

### エージェント契約
- HyperVideo2

### 旧所属アーティスト・解散アーティスト
- Gauche.
- The Taupe
- mekakushe
- ゆくえしれずつれづれ
- MAOA2R
- 園ほまれ
- 路しと
- たかりたから
- nonamera
- akugi
- KAQRIYOTERROR
- 星歴13夜